# 張鼒
張鼒（1455年—？），字宗獻，府軍衛官籍河南信陽州人明朝政治人物。

## 生平
成化二十二年（1486年）丙午科順天府鄉試第四十八名舉人。弘治三年（1490年）中式庚戌科會試第二百七十名，三甲第一百三十一名進士。历官监察御史，贬荆州府同知，正德四年（1509年）正月升山西按察司佥事。

## 家族
曾祖張道，贈指揮同知；祖父張林，贈指揮同知；父張賢，府軍衛指揮同知。母枚氏（封太淑人）。永感下。兄张鼎，徽州府知府。张鼐，錦衣衛百户。